# Tree of Life (kunstwerk)

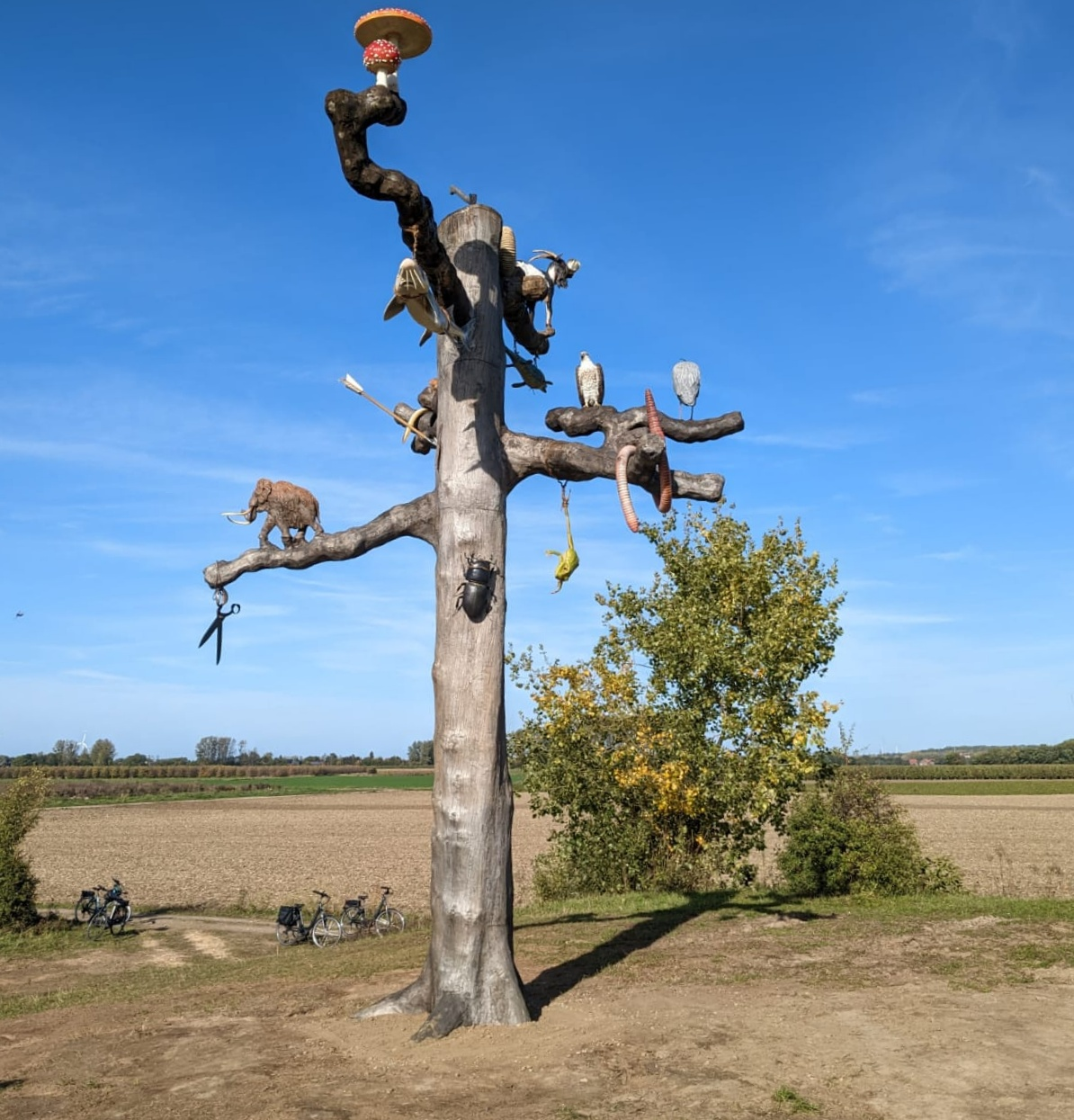
Tree of Life

Tree of Life is een installatie in Herbricht, een gehucht van de deelgemeente Neerharen in Belgisch-Limburg.  Het ontwerp is van de Amerikaanse installatiekunstenaar Mark Dion.
Het maakt deel u!t van het project Kunst aan de Maas en werd in 2022 ingehuldigd. Naast dit kunstwerk zijn er tussen 2022 en 2024 vier andere die worden gerealiseerd. Die vier krijgen een plaats in Dilsen-Stokkem, Kinrooi, Maaseik en Maasmechelen. Het project is een initiatief van Z33 en het Regionaal Landschap Kempen en Maasland.

## Symboliek
Het kunstwerk symboliseert de tegenstelling tussen de eeuwige Maas en Herbricht, een dorp dat uitdooft. Het gebied maakt immers deel uit van de uiterwaarden van de rivier. De lichte heuvel waarop de boom staat is bij hoogwater een toevluchtsoord voor Gallowayrunderen en konikpaarden. Mark Dion zei hier het volgende over:

Voor mij was dat beeld wanneer de rivier zich terugtrekt na een overstroming een grote inspiratiebron. Na de vloed bleven bomen overeind, vol grassen, plastic en vreemde voorwerpen. Het deed me stilstaan bij het landschap in de tijd. De rivier stroomt hier al duizenden jaren en zal nog duizenden jaren na ons stromen. De tijd stroomt door het landschap zoals het water door de rivier.

## Galerij

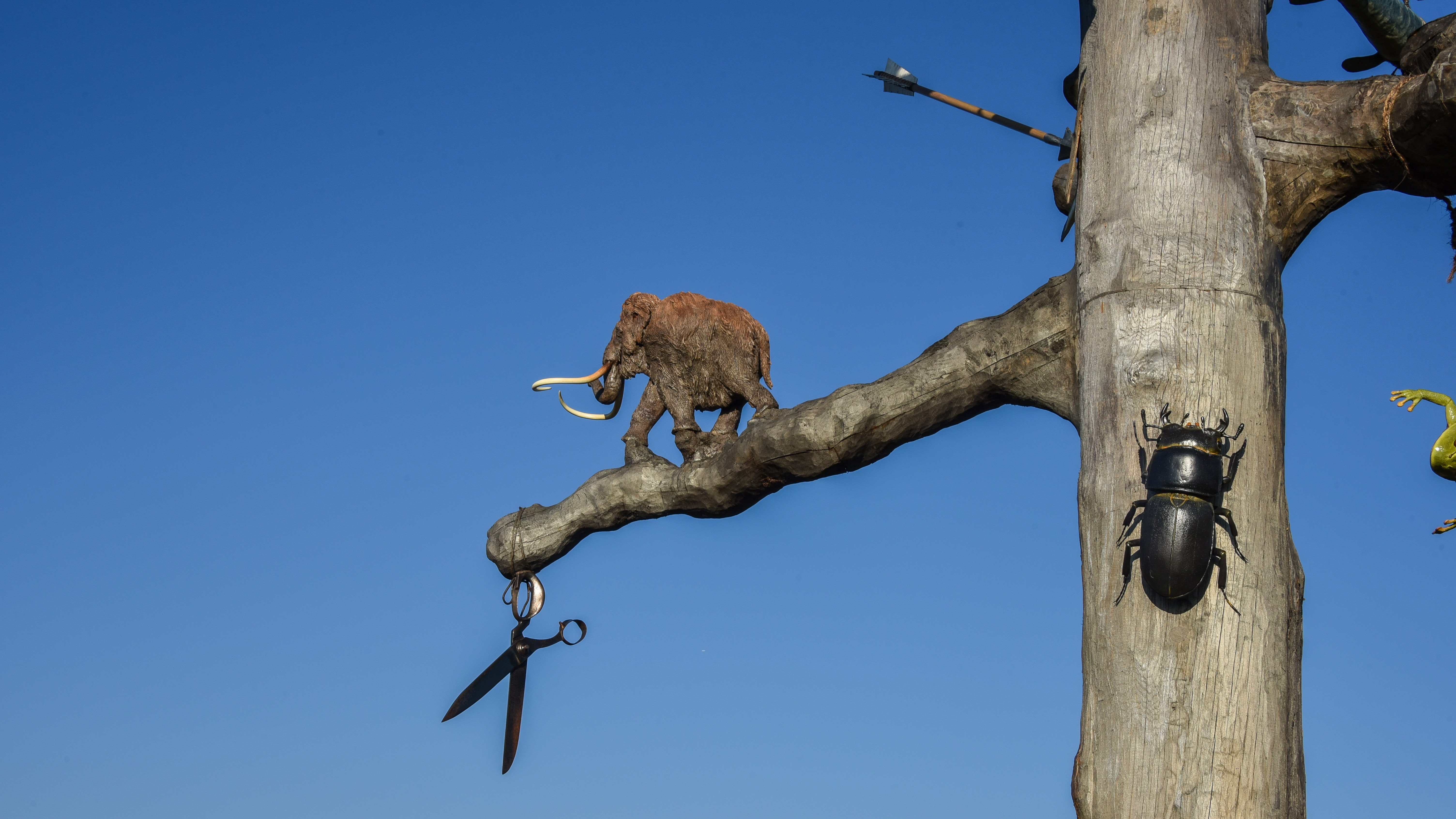
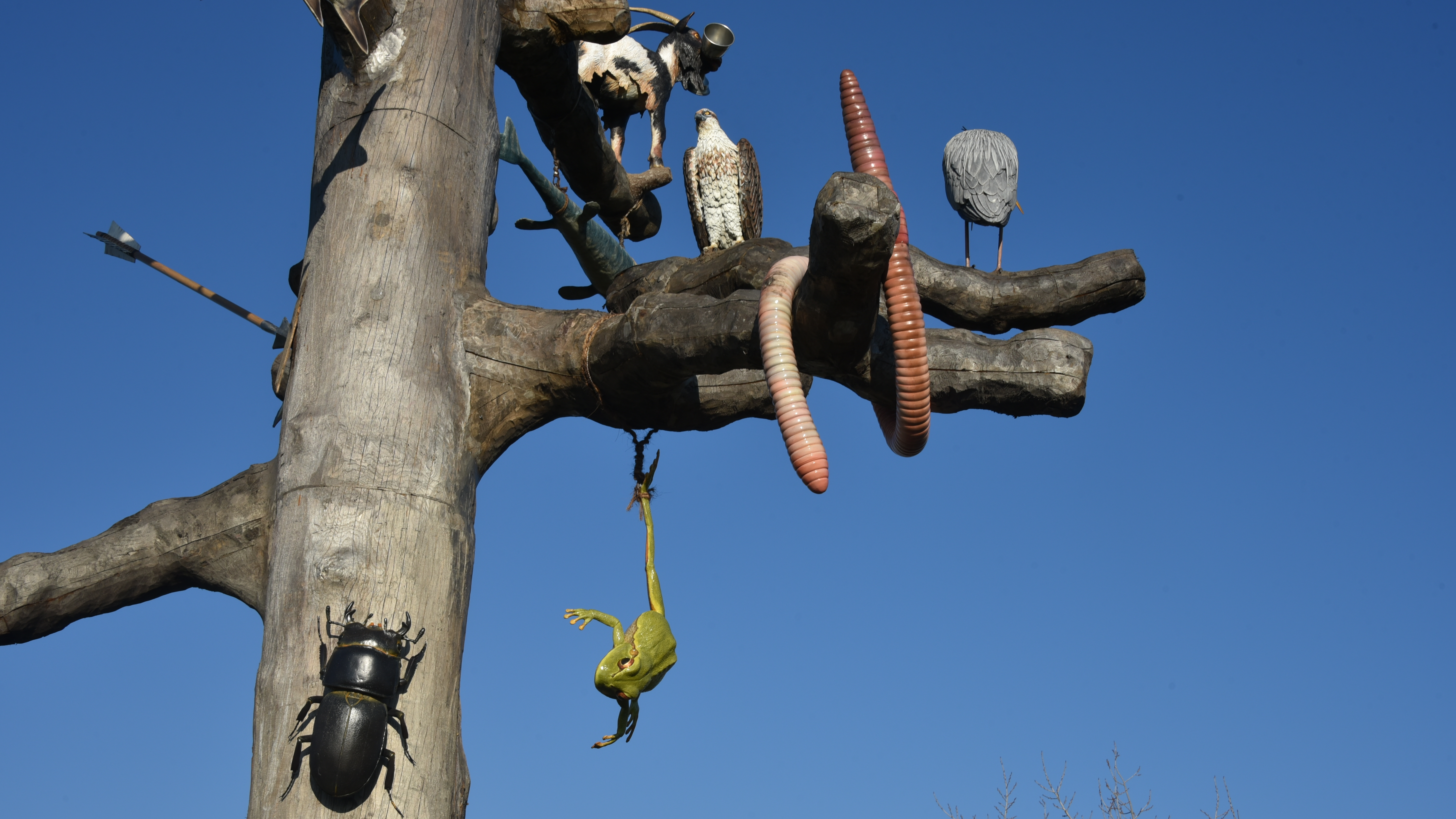
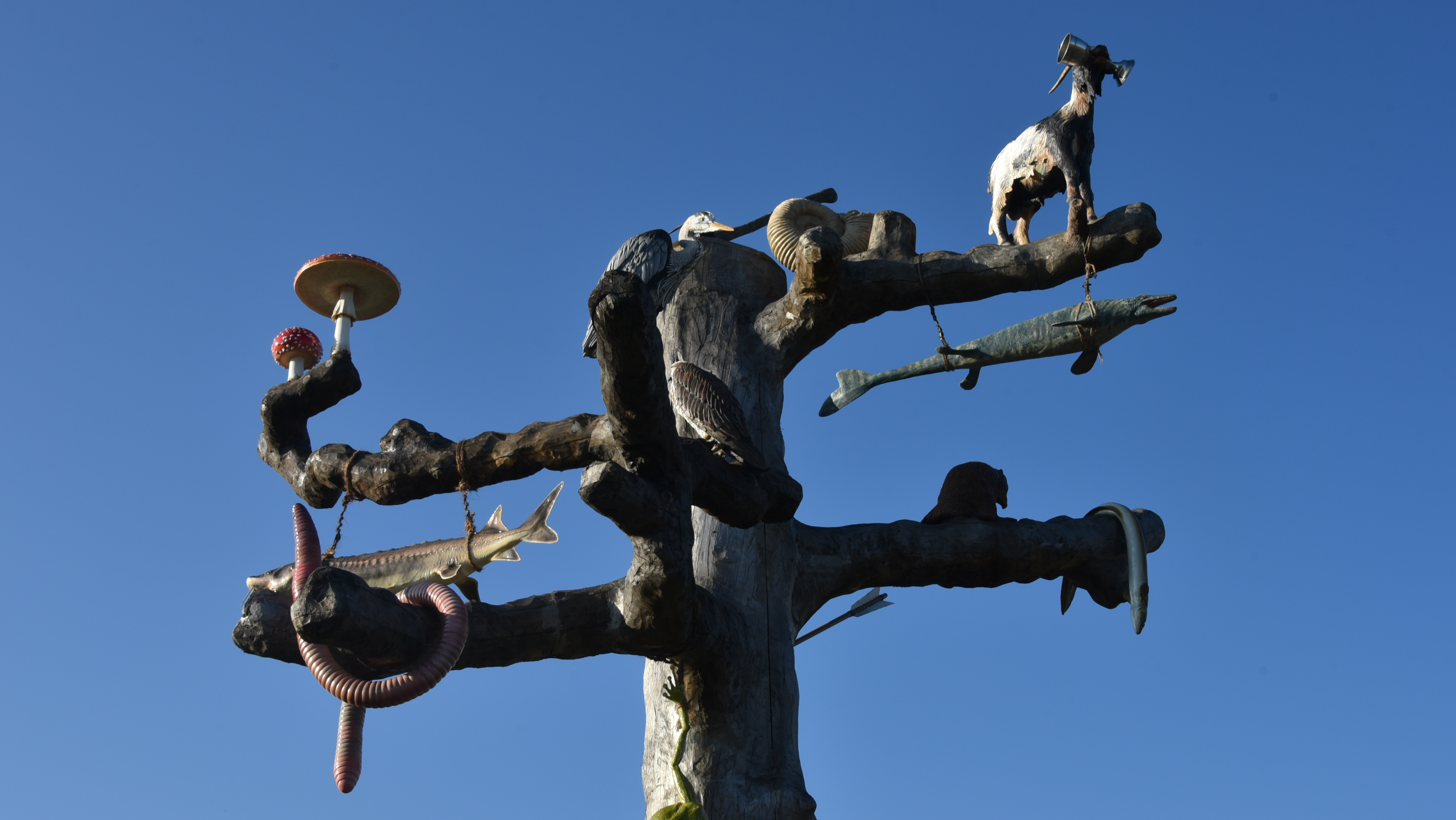
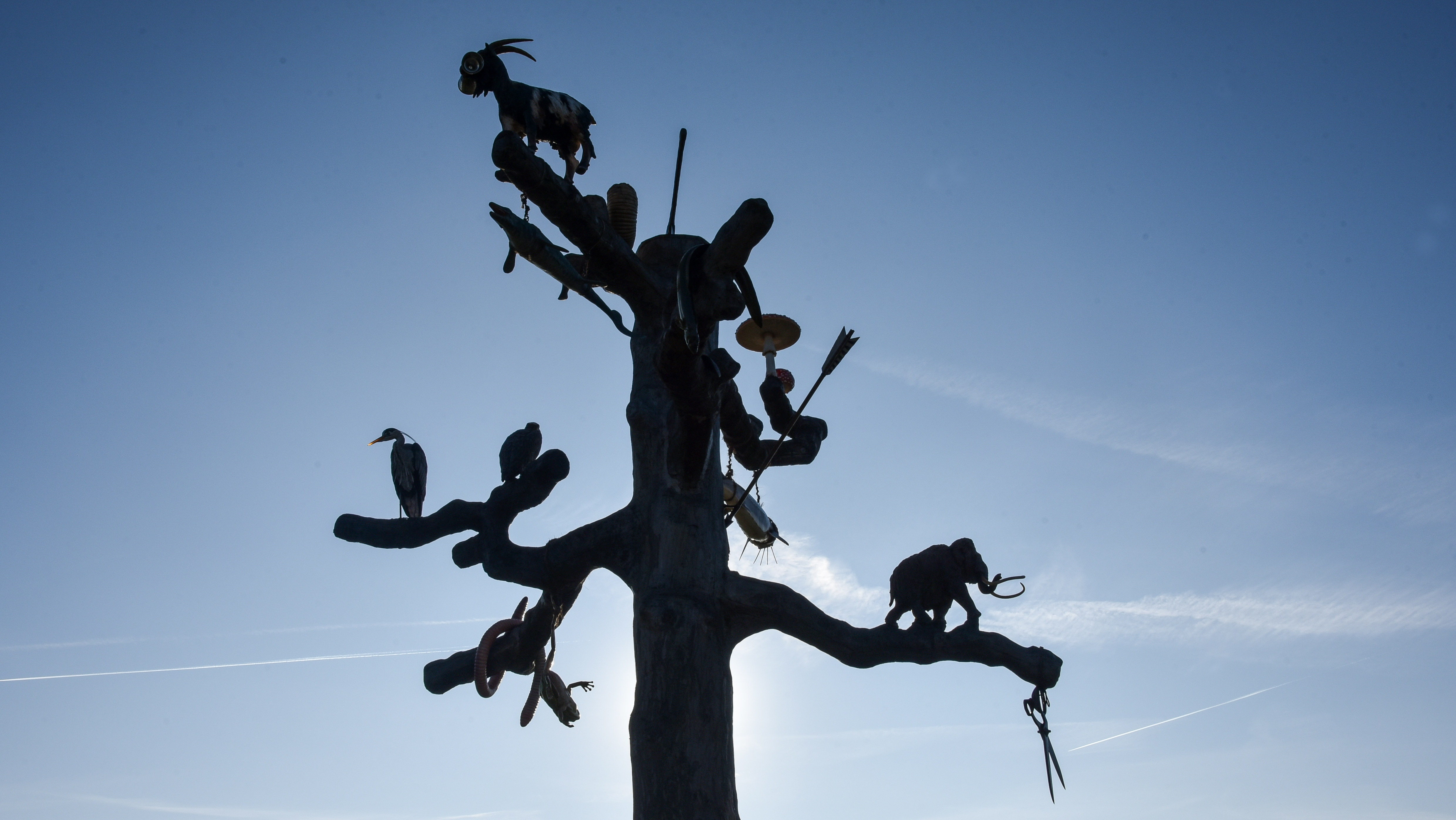
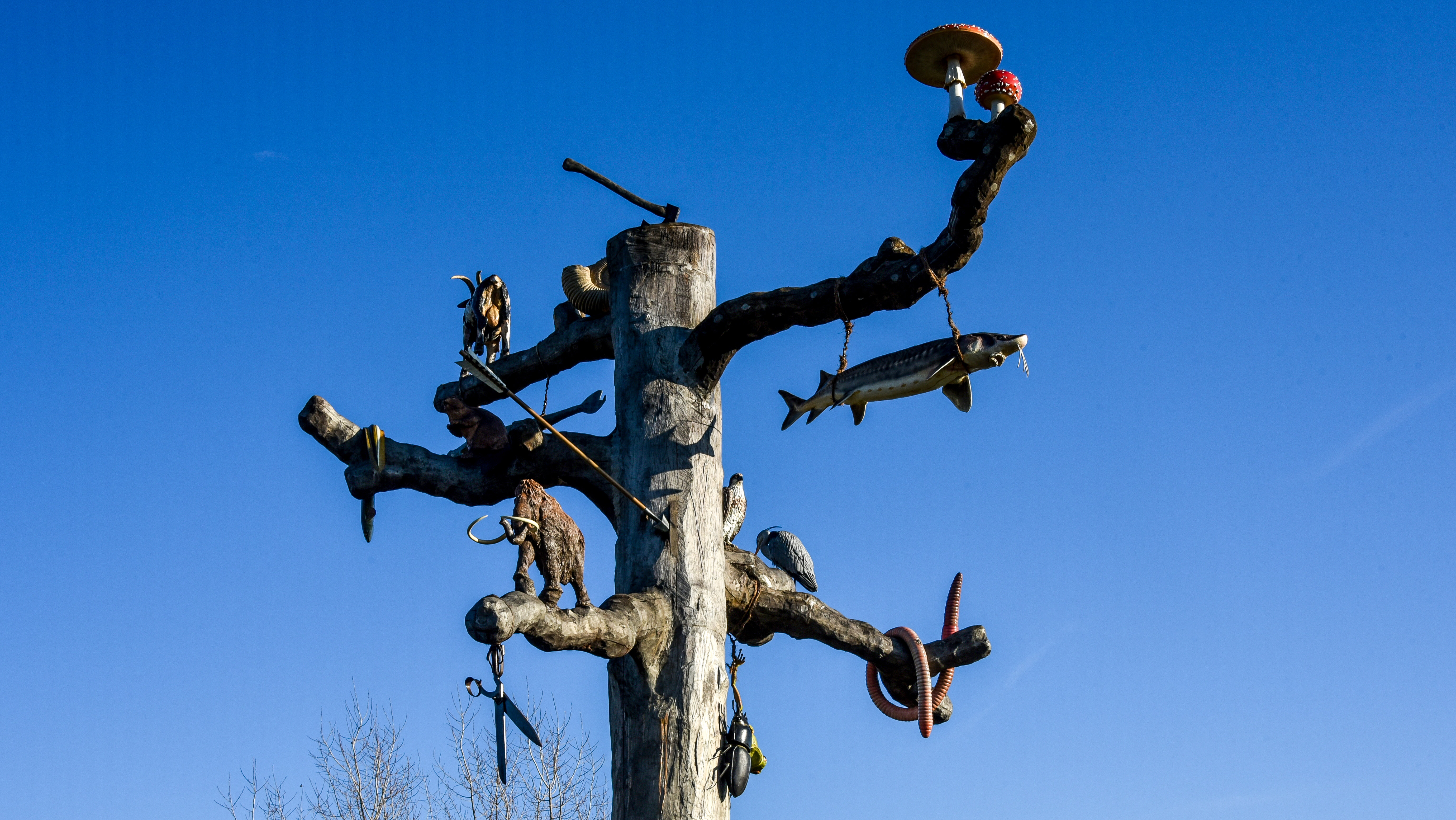
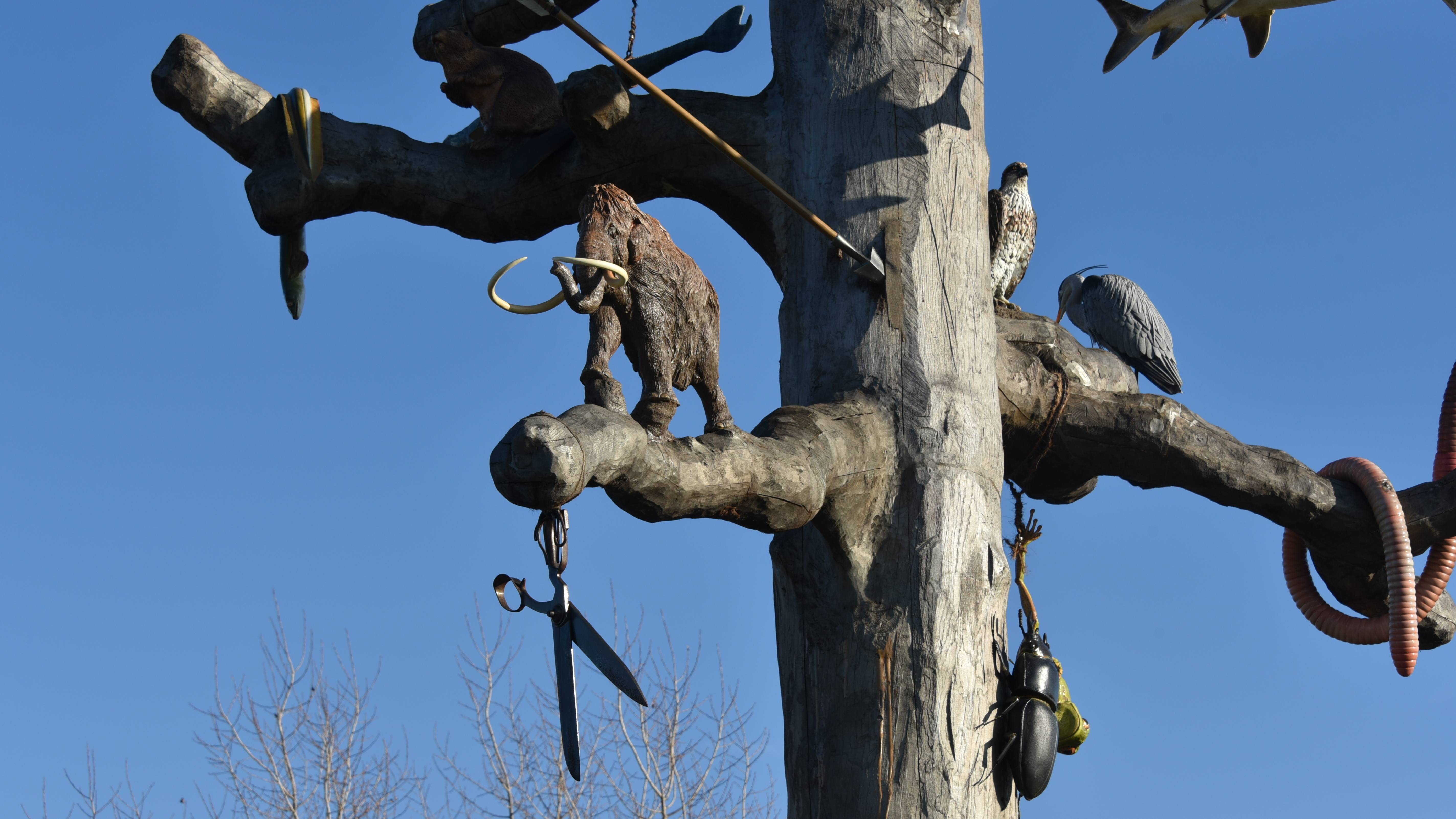